# Sąd wojenny (powieść)

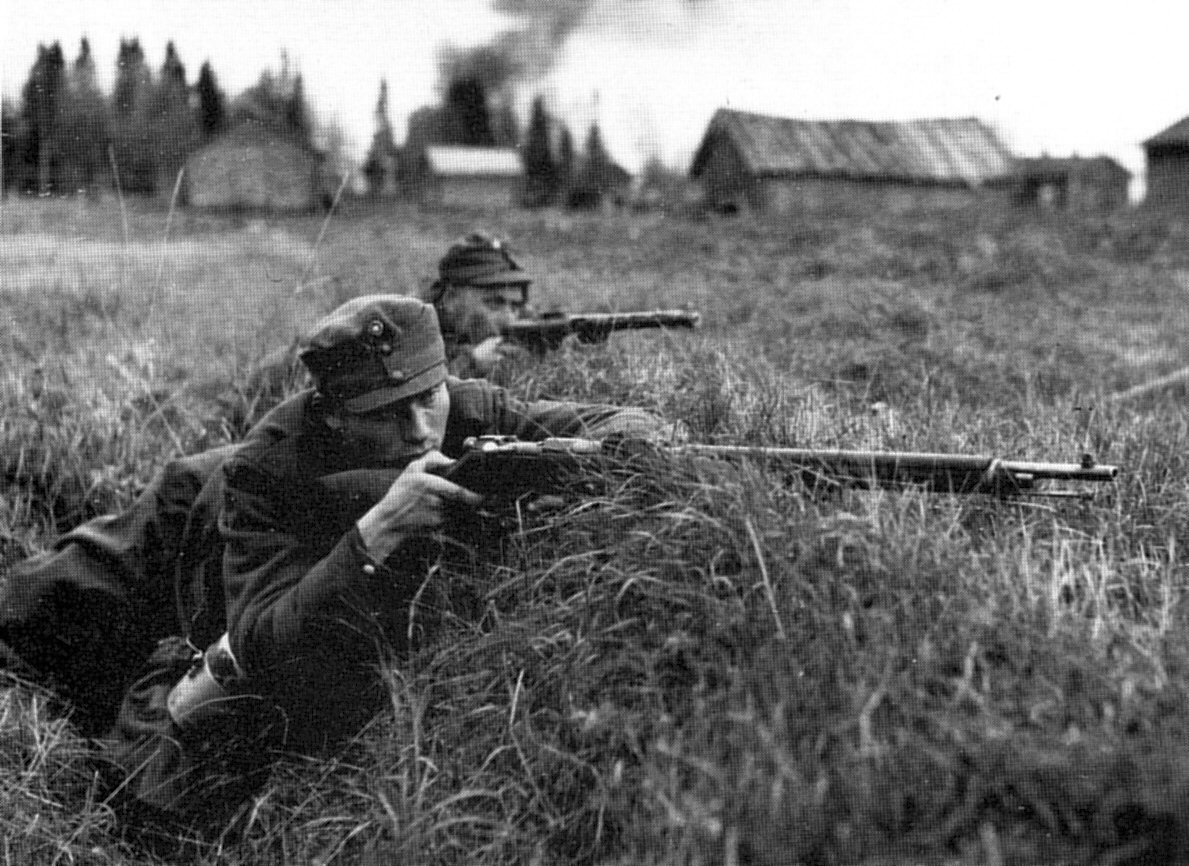
Fińscy żołnierze w 1944

Sąd wojenny (dun. Krigsret) – powieść wojenna duńskiego pisarza Svena Hassela z 1978. Polskie wydanie książki ukazało się w 2008 w tłumaczeniu Joanny Jankowskiej.

## Treść
Jest dwunastą częścią wojennej serii, opartej w dużym stopniu na osobistych przeżyciach autora z okresu służby na prawie wszystkich frontach II wojny światowej, w tym w jednostkach karnych Wehrmachtu. Bohaterami są członkowie 27. Pułku Pancernego (który w rzeczywistości nigdy nie istniał): Sven (autor, narrator wszystkich powieści Hassela), Joseph Porta (humorystyczny gawędziarz, pochodzący z Berlina), Wolfgang Creutzfeld - Mały (olbrzym z nadanym ironicznie przezwiskiem, hamburczyk), Willie Beier - Stary (doświadczony starszy sierżant), Alfred Kalb - Legionista (były żołnierz Legii Cudzoziemskiej), Julius Heide (doswiadczony żołnierz, zatwardziały nazista), Peter Blom - Barcelona (weteran wojny domowej w Hiszpanii) i inni. Ich losy autor przedstawił na różnych frontach II wojny światowej koncentrując się na brutalności i bezsensowności wojny oraz roli pojedynczego żołnierza w konflikcie. Najważniejszym wątkiem tej części są losy bohaterów podczas walk za kołem podbiegunowym, na froncie fińskim. Prowadzą akcje na tyłach Armii Czerwonej w rejonie Murmańska, m.in. wysadzają mosty na liniach kolejowych prowadzących do Laponii. Część akcji rozgrywa się w okolicach Petsamo. Innym wątkiem poruszanym w powieści jest bezsilność szeregowego żołnierza w pojedynku z wojenną biurokracją nazistowską. Opisany jest barbarzyński system hitlerowskiego sądownictwa wojennego, pochłaniającego niezliczone ofiary, w imię walki z defetyzmem i sfingowanym tchórzostwem. Przetrwanie heroicznych walk na froncie nie oznacza, że uniknie się sądu wojennego i egzekucji np. w więzieniu wojskowym w Torgau. Wstrząsający jest m.in. obraz innego więzienia - w koszarach pułku Gross Deutschland w Berlinie, czy też egzekucje wykonywane na popełniających drobne wykroczenia żołnierzach na terenie Morellenschlucht. Życie w Niemczech jest prawie nic niewarte od czasu gdy zapanował u nas ten dziwny rodzaj socjalizmu, stwierdza jeden z bohaterów - Gregor. Oprócz przygnębiającego obrazu skorumpowanych i obłąkanych ideologicznie urzędników niemieckiego aparatu władzy, autor wprowadza także dwa wątki komiczne. Pierwszy z nich to afera o pół-Żyda Bierfreunda, który dzięki korupcji w armii został przerobiony na aryjskiego żołnierza Müllera. Sprawę odkryto jednak w jednym z urzędów, co było przyczyną panicznego tuszowania całego zamieszania. Drugi z komicznych wątków to próba zabicia przez grupę głównych bohaterów Emila Siega z Gefepo, który próbuje szantażować skorumpowanych pracowników zaopatrzenia, będących w dobrych relacjach m.in. z Portą. Kilkakrotna próba zamordowania Siega spełza na niczym (użyto nawet dzikiego rysia).